# Coruña del Conde (kommunhuvudort)
Coruña del Conde är en kommunhuvudort i Spanien.   Den ligger i provinsen Provincia de Burgos och regionen Kastilien och Leon, i den centrala delen av landet, 150 km norr om huvudstaden Madrid. Coruña del Conde ligger 900 meter över havet och antalet invånare är 158.
Terrängen runt Coruña del Conde är huvudsakligen platt. Coruña del Conde ligger nere i en dal. Runt Coruña del Conde är det mycket glesbefolkat, med 3 invånare per kvadratkilometer. Närmaste större samhälle är Huerta del Rey, 8,9 km norr om Coruña del Conde. Trakten runt Coruña del Conde består till största delen av jordbruksmark.